# 聖マリア養護学校
聖マリア養護学校（せいマリアようごがっこう）は、かつて京都府京都市北区北野東紅梅町にあった私立養護学校。
肢体不自由児施設の聖ヨゼフ整肢園等を運営する系列の社会福祉法人聖ヨゼフ会が設立した学校法人聖マリア学園が運営していたが、2004年（平成16年）3月末をもって、京都市の障害児教育改革・学区再編に伴い閉校した。
建物は、社会福祉法人聖ヨゼフ会が購入し、翌4月に京都市立北総合支援学校紅梅分教室が開設されている。

## 沿革
- 1976年（昭和51年）3月 - 創立
- 2004年（平成16年）3月 - 閉校
- 2004年（平成16年）4月 - 校舎を系列の社会福祉法人に売却

## 設置していた学部
- 小学部
- 中学部